# Solanum ashbyae
Solanum ashbyae är en potatisväxtart som beskrevs av Symon. Solanum ashbyae ingår i släktet skattor som ingår i familjen potatisväxter. Inga underarter finns listade i Catalogue of Life.